# Ocean Racing Technology
Ocean Racing Technology (ORT), fue una escudería que participó en GP2 Series y GP3 Series. El equipo era propiedad de Tiago Monteiro y José Guedes, y se formó al final de la temporada 2008 después de haber comprado el equipo BCN Competición, un equipo que nunca gozó de mucho éxito en la GP2 (dos podios en cuatro años). El piloto y el empresario, crearon una estructura basada en profesionales de reconocido prestigio y rápidamente comenzó a obtener resultados de primera clase, haciendo posible para el equipo de carreras portugués, luchar con los equipos más avanzados en el campeonato organizado por la FIA, antesala de Fórmula 1.

## Trayectoria

### GP2 Series

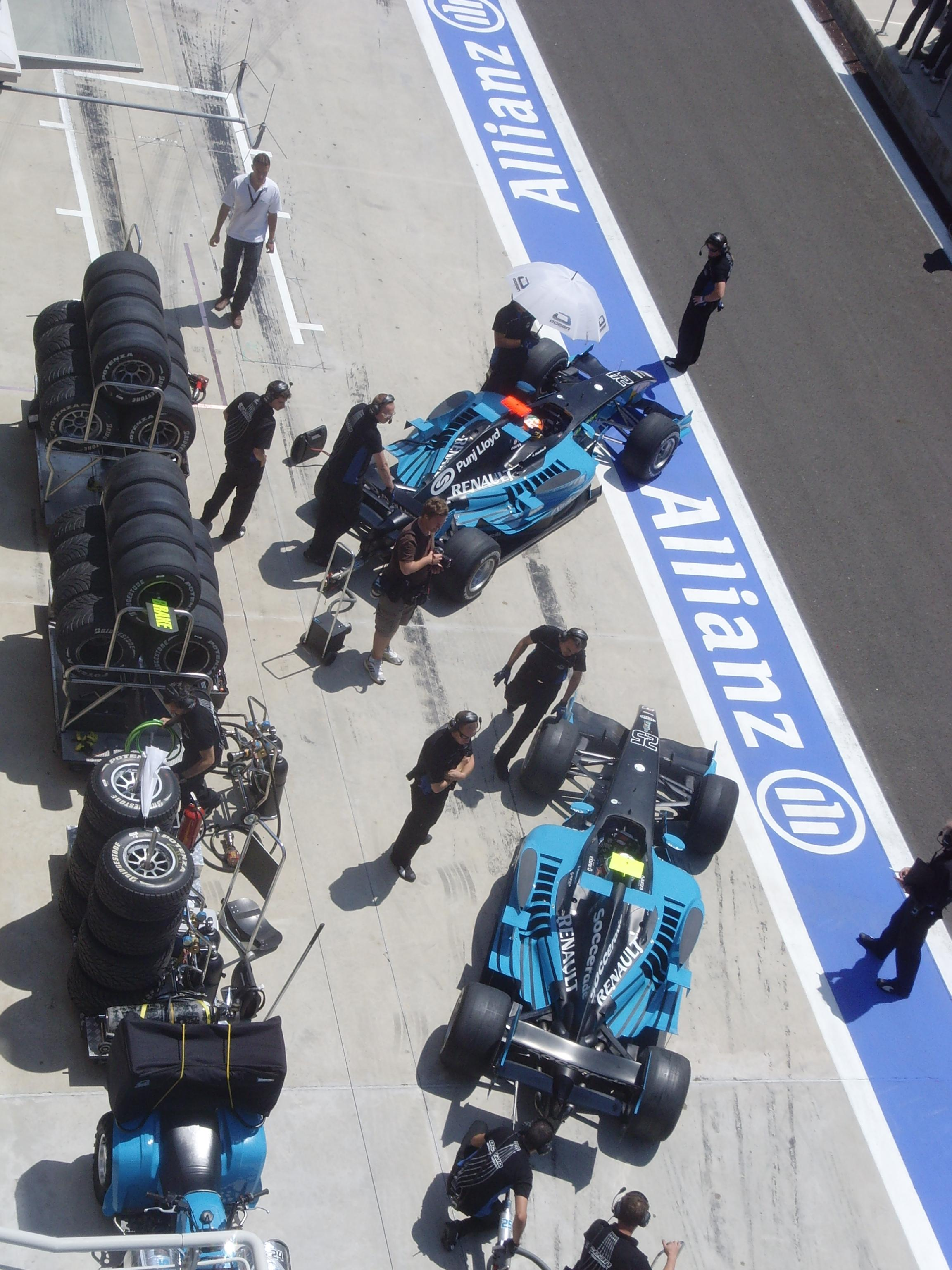
Los 2 coches de la escudería enfrente del box en el circuito de Estambul.

Mientras BCN Competición fue el único equipo de GP2 que no logró ganar una carrera (factores que contribuyen a que el uso frecuente BCN Competición de una selección periódica de pago de los conductores), el cambio a la terapia de cambio de denomincaión significa una transformación completa (el equipo se mantuvo sólo en los marcos, descartando todas las opciones de descanso, y la contratación de nuevo personal). En su primer año en la GP2, Álvaro Parente ganó la primera carrera para el equipo en la ronda de Spa-Francorchamps de 2009, en una ronda en la que también consiguió la pole y vuelta rápida.
En la temporada 2009 de GP2, los pilotos elegidos fueron Álvaro Parente y Karun Chandhok. Parente marcó la primera victoria del equipo en la ronda de Spa-Francorchamps y fue 8.º en la clasificación final del campeonato. ORT finalizó el campeonato en novena posición en el campeonato de constructores, a sólo a dos puntos del 5.º lugar de la escudería iSport International.
En la temporada 2009-10 de GP2 Asia Series sus pilotos fueron Fabio Leimer y Yelmer Buurman aunque los pilotos Alexander Rossi (en la primera ronda) y Max Chilton (en la segunda) también pilotaron el coche.
Para la temporada 2010 los pilotos elegidos volvieron a ser Leimer y Chilton. Consiguiendo una victoria en la segunda carrera de la temporada en el circuito de Barcelona-Cataluña. En 2011 tan sólo consiguen 4 puntos en toda la temporada, con un 5.º puesto en el circuito de Spa-Francorchamps. La temporada siguiente terminan en undécima plaza con 26 puntos, casi todos ellos conseguidos por Nigel Melker.
A finales de 2012 su propietario Tiago Monteiro denuncia que el Gobierno de Portugal le debe al proyecto unos 6 millones de € y que sin ese dinero no podrían continuar en la competición. El 16 de enero de 2013 se anuncia a Hilmer Motorsport como sustituta de la escudería en la GP2 Series.

### GP3 Series
En 2012 entran en la GP3 Series poco antes de empezar la temporada reemplazando a Tech 1 Racing, quedan séptimos en el campeonato con 56 puntos gracias a los resultados de Kevin Ceccon.

## Resultados

### GP2 Asia Series
(Clave) (negrita indica pole position) (cursiva indica vuelta rápida puntuable)

| Año      | Chasis                                 | Neu. | N.º | Pilotos           | 1    | 1    | 2    | 2    | 3    | 3    | 4    | 4    | 5   | 5   | 6    | 6    | Puntos | Pos. | Ref.  |
| -------- | -------------------------------------- | ---- | --- | ----------------- | ---- | ---- | ---- | ---- | ---- | ---- | ---- | ---- | --- | --- | ---- | ---- | ------ | ---- | ----- |
| 2008-09* | Dallara GP2/08 Mecachrome V8108 GP2 V8 | B    |     |                   | SHA  | SHA  | DUB  | DUB  | SAK1 | SAK1 | LOS  | LOS  | KUA | KUA | SAK2 | SAK2 | 4      | 11.º | [ 7 ] |
| 2008-09* | Dallara GP2/08 Mecachrome V8108 GP2 V8 | B    | 24  | Yelmer Buurman    |      |      | Ret  | C    | Ret  | 13   | Ret  | DNS  | 5   | 11  |      |      | 4      | 11.º | [ 7 ] |
| 2008-09* | Dallara GP2/08 Mecachrome V8108 GP2 V8 | B    | 24  | Karun Chandhok    |      |      |      |      |      |      |      |      |     |     | 9    | Ret  | 4      | 11.º | [ 7 ] |
| 2008-09* | Dallara GP2/08 Mecachrome V8108 GP2 V8 | B    | 25  | Fabrizio Crestani |      |      | 14   | C    | Ret  | 17   | 10   | 21   | 15  | 16  | 18   | 15   | 4      | 11.º | [ 7 ] |
| 2009-10  | Dallara GP2/08 Mecachrome V8108 GP2 V8 | B    |     |                   | YMC1 | YMC1 | YMC2 | YMC2 | SAK1 | SAK1 | SAK2 | SAK2 |     |     |      |      | 9      | 9.º  | [ 8 ] |
| 2009-10  | Dallara GP2/08 Mecachrome V8108 GP2 V8 | B    | 22  | Alexander Rossi   | 4    | 5    |      |      |      |      |      |      |     |     |      |      | 9      | 9.º  | [ 8 ] |
| 2009-10  | Dallara GP2/08 Mecachrome V8108 GP2 V8 | B    | 22  | Max Chilton       |      |      | 8    | 6    |      |      |      |      |     |     |      |      | 9      | 9.º  | [ 8 ] |
| 2009-10  | Dallara GP2/08 Mecachrome V8108 GP2 V8 | B    | 22  | Yelmer Buurman    |      |      |      |      | 12   | 10   | 13   | 7    |     |     |      |      | 9      | 9.º  | [ 8 ] |
| 2009-10  | Dallara GP2/08 Mecachrome V8108 GP2 V8 | B    | 23  | Fabio Leimer      | 17   | Ret  | Ret  | Ret  | 20   | 15   | Ret  | DNS  |     |     |      |      | 9      | 9.º  | [ 8 ] |
| 2011     | Dallara GP2/11 Mecachrome V8108 GP2 V8 | P    |     |                   | YMC  | YMC  | IMO  | IMO  |      |      |      |      |     |     |      |      | 0      | 12.º | [ 9 ] |
| 2011     | Dallara GP2/11 Mecachrome V8108 GP2 V8 | P    | 14  | Oliver Turvey     | 18   | 19   | 14   | 8    |      |      |      |      |     |     |      |      | 0      | 12.º | [ 9 ] |
| 2011     | Dallara GP2/11 Mecachrome V8108 GP2 V8 | P    | 15  | Andrea Caldarelli | 16   | 11   | 17   | 12   |      |      |      |      |     |     |      |      | 0      | 12.º | [ 9 ] |

- * Participó la primera ronda como BCN Competición, posteriormente la escudería fue comprada por Tiago Monteiro y participó bajo el nombre Ocean Racing Technology.[10]

### GP2 Series
(Clave) (negrita indica pole position) (cursiva indica vuelta rápida puntuable)

| Año  | Chasis                                 | Neu. | N.º | Pilotos            | 1   | 1   | 2   | 2   | 3   | 3   | 4   | 4   | 5   | 5   | 6   | 6   | 7   | 7   | 8   | 8   | 9   | 9   | 10  | 10  | 11  | 11  | 12  | 12  | Puntos | Pos. | Ref.   |
| ---- | -------------------------------------- | ---- | --- | ------------------ | --- | --- | --- | --- | --- | --- | --- | --- | --- | --- | --- | --- | --- | --- | --- | --- | --- | --- | --- | --- | --- | --- | --- | --- | ------ | ---- | ------ |
| 2009 | Dallara GP2/08 Mecachrome V8108 GP2 V8 | B    |     |                    | BAR | BAR | MON | MON | EST | EST | SIL | SIL | NÜR | NÜR | BUD | BUD | VAL | VAL | SPA | SPA | MNZ | MNZ | ALG | ALG |     |     |     |     | 40     | 9.º  | [ 11 ] |
| 2009 | Dallara GP2/08 Mecachrome V8108 GP2 V8 | B    | 24  | Karun Chandhok     | Ret | NC  | 7   | Ret | 13  | 14  | 6   | 3   | 11  | Ret | 17† | 10  | Ret | 6   | Ret | 7   | 19† | 12  | Ret | 13  |     |     |     |     | 40     | 9.º  | [ 11 ] |
| 2009 | Dallara GP2/08 Mecachrome V8108 GP2 V8 | B    | 25  | Álvaro Parente     | Ret | 11  | Ret | Ret | Ret | 10  | Ret | 11  | 6   | 2   | 9   | 6   | 4   | Ret | 1   | Ret | 11  | Ret | Ret | 4   |     |     |     |     | 40     | 9.º  | [ 11 ] |
| 2010 | Dallara GP2/08 Mecachrome V8108 GP2 V8 | B    |     |                    | BAR | BAR | MON | MON | EST | EST | VAL | VAL | SIL | SIL | HOC | HOC | BUD | BUD | SPA | SPA | MNZ | MNZ | YMC | YMC |     |     |     |     | 11     | 12.º | [ 12 ] |
| 2010 | Dallara GP2/08 Mecachrome V8108 GP2 V8 | B    | 1   | Max Chilton        | 18  | 16  | Ret | 14  | 9   | 11  | Ret | 11  | 19  | 19  | 19  | 16  | 17  | 16  | 17  | 11  | 8   | 5   | 12  | 12  |     |     |     |     | 11     | 12.º | [ 12 ] |
| 2010 | Dallara GP2/08 Mecachrome V8108 GP2 V8 | B    | 2   | Fabio Leimer       | 8   | 1   | Ret | 17  | 13  | 15  | Ret | Ret | 17  | 13  | 21† | Ret | Ret | 11  | 12  | Ret | Ret | DNS | Ret | 15  |     |     |     |     | 11     | 12.º | [ 12 ] |
| 2011 | Dallara GP2/11 Mecachrome V8108 GP2 V8 | P    |     |                    | EST | EST | BAR | BAR | MON | MON | VAL | VAL | SIL | SIL | NÜR | NÜR | BUD | BUD | SPA | SPA | MNZ | MNZ |     |     |     |     |     |     | 4      | 12.º | [ 13 ] |
| 2011 | Dallara GP2/11 Mecachrome V8108 GP2 V8 | P    | 22  | Kevin Mirocha      | 15† | 19  | 21† | 16  | 10  | Ret | 12  | 8   | DNS | DNS | Ret | 13  | 14  | 8   |     |     |     |     |     |     |     |     |     |     | 4      | 12.º | [ 13 ] |
| 2011 | Dallara GP2/11 Mecachrome V8108 GP2 V8 | P    | 22  | Brendon Hartley    |     |     |     |     |     |     |     |     |     |     |     |     |     |     | 5   | 9   | 22  | 20  |     |     |     |     |     |     | 4      | 12.º | [ 13 ] |
| 2011 | Dallara GP2/11 Mecachrome V8108 GP2 V8 | P    | 23  | Johnny Cecotto Jr. | Ret | 13  | 14  | 13  | Ret | 17  | 14  | 17  | 12  | Ret | 10  | Ret | Ret | Ret | 11  | 8   | 17  | 15  |     |     |     |     |     |     | 4      | 12.º | [ 13 ] |
| 2012 | Dallara GP2/11 Mecachrome V8108 GP2 V8 | P    |     |                    | KUA | KUA | SAK | SAK | SAK | SAK | BAR | BAR | MON | MON | VAL | VAL | SIL | SIL | HOC | HOC | BUD | BUD | SPA | SPA | MNZ | MNZ | SIN | SIN | 26     | 11.º | [ 14 ] |
| 2012 | Dallara GP2/11 Mecachrome V8108 GP2 V8 | P    | 24  | Jon Lancaster      | Ret | 17  |     |     |     |     |     |     |     |     |     |     |     |     |     |     |     |     |     |     |     |     |     |     | 26     | 11.º | [ 14 ] |
| 2012 | Dallara GP2/11 Mecachrome V8108 GP2 V8 | P    | 24  | Brendon Hartley    |     |     | 10  | Ret | 13  | 16  |     |     |     |     |     |     |     |     |     |     |     |     |     |     |     |     |     |     | 26     | 11.º | [ 14 ] |
| 2012 | Dallara GP2/11 Mecachrome V8108 GP2 V8 | P    | 24  | Víctor Guerin      |     |     |     |     |     |     | 19  | 21  | 16  | Ret | 17  | 18  | 17  | DNS | Ret | 23  | 21  | 23  | Ret | 18  | 23  | Ret | Ret | 13  | 26     | 11.º | [ 14 ] |
| 2012 | Dallara GP2/11 Mecachrome V8108 GP2 V8 | P    | 25  | Nigel Melker       | 16  | 14  | 20† | 18  | 19  | 11  | 14  | 24  | Ret | 12  | Ret | 13  | 4   | 6   | 6   | 8   | 14  | 18  | Ret | DNS | 11  | Ret | 12  | 12  | 26     | 11.º | [ 14 ] |

### GP3 Series
(Clave) (negrita indica pole position) (cursiva indica vuelta rápida puntuable)

| Año  | Chasis                             | Neu. | N.º | Pilotos       | 1   | 1   | 2   | 2   | 3   | 3   | 4   | 4   | 5   | 5   | 6   | 6   | 7   | 7   | 8   | 8   | Puntos | Pos. | Ref.   |
| ---- | ---------------------------------- | ---- | --- | ------------- | --- | --- | --- | --- | --- | --- | --- | --- | --- | --- | --- | --- | --- | --- | --- | --- | ------ | ---- | ------ |
| 2012 | Dallara GP3/10 Renault 2.0 L Turbo | P    |     |               | BAR | BAR | MON | MON | VAL | VAL | SIL | SIL | HOC | HOC | BUD | BUD | SPA | SPA | MNZ | MNZ | 56     | 7.º  | [ 15 ] |
| 2012 | Dallara GP3/10 Renault 2.0 L Turbo | P    | 17  | Carmen Jordá  | 20  | 21  | Ret | 21  | 13  | Ret | DNQ | DNQ | 20  | Ret | 24† | Ret | 26  | 23  | 21  | 19  | 56     | 7.º  | [ 15 ] |
| 2012 | Dallara GP3/10 Renault 2.0 L Turbo | P    | 18  | Kevin Ceccon  | Ret | 10  | 3   | 6   | 7   | 4   | 8   | 7   | 17  | 15  | 4   | 8   | 12  | 20  | 13  | 9   | 56     | 7.º  | [ 15 ] |
| 2012 | Dallara GP3/10 Renault 2.0 L Turbo | P    | 19  | Robert Cregan | 15  | Ret | 18  | 11  | 15  | 13  | 20  | 15  | 11  | NC  | 21  | 14  | 21  | DNS | 20  | 17  | 56     | 7.º  | [ 15 ] |